# كارا ديليفين
كارا ديليڤين (بالإنجليزية: Cara Delevingne)‏ (ولدت في 12 أغسطس 1992) هي عارضة أزياء بريطانية وممثلة، ومغنية، وناشطة اجتماعية.
في عام 2015 ظهرت في فيديو كليب لأغنية «دم فاسد» مع الفنانة تايلور سويفت.
وقعت مع «عاصفة العارضات للإدارة» بعد ترك المدرسة في عام 2009. وحازت على لقب«ايقونة العام» في حفل توزيع جوائز الموضة البريطانية في عام 2012 و 2014 وظهرت في عروض للمنازل بما في ذلك بربري، التوت، دولتشي آند غابانا، وجايسون وو. وقالت إنها بدأت مشوارها الفني مع دور ثانوي في فيلم التكيف 2012 ل آنا كارنينا.
بدأت ديليفين حياتها المهنية في التمثيل بدور ثانوي في معالجة لرواية آنا كارنينا سنة 2012، ومن أدوارها البارزة دور «مارجو روث شبيجلمان» في الفيلم الرومانسي الغامض مدن الورق سنة 2015. وأيضًا دور الساحرة في فيلم الفرقة الانتحارية سنة 2016، وكذلك دور «لوريلين» في «فاليريان لوك باسن ومدينة الألف كوكب» سنة 2017.

## النشأة
وُلدت كارا جوسلين ديليفين في 12 أغسطس سنة 1992، في هامر سميث في مدينة لندن وهي ابنة باندورا آن ديليفيجن «ني ستيفنز» ومطور العقارات تشارلز هامار ديليفين. ونشأت في لندن مع شقيقتين أكبر منها هما كلوي وبوبي ديليفين وأخ غير شقيق من الأب اسمه أليكس جافي.
التحقت ديليفين بمدرسة فرانسيس هولاند للبنات في وسط لندن، ثم انتقلت إلى مدرسة بيداليس ستيب في هامبشاير، وكانت مصابة بعسر القراءة وتعاني صعوبة في الدراسة.
في يونيو 2015، في مقابلة مع مجلة فوغ تحدثت ديليفين عن معركتها مع الاكتئاب عندما كانت في الخامسة عشرة من عمرها وقالت: «تعرضت لموجة شديدة من الاكتئاب والقلق وكراهية الذات، كانت المشاعر مؤلمة للغاية لدرجة أني كنت أريد إيذاء نفسي».
وفي سن السادسة عشرة، بعد إتمام الدراسة الثانوية انتقلت إلى مدرسة بيداليس في هامبشاير، للتركيز على الدراما والموسيقى، لكنها تركتها بعد عام واحد وتبعت شقيقتها بوبي في عرض الأزياء.

## مهنه التمثيل
قامت ديليفين بأول أدوارها سنة 2012، في معالجة لرواية آنا كارنينا إلى جانب كيرا نايتلي، إذ جسدت شخصية الأميرة سوروكينا التي تزوجت الكونت «فرونسكي». وفي أغسطس 2013، قامت ديليفين بالأداء الصوتي في لعبة الفيديو «جهاز الإنذار التلقائي الكبير»، التي أصبحت المنتج الترفيهي الأسرع مبيعًا في التاريخ.
في يونيو 2014، ظهرت ديليفين في التلفزيون لأول مرة في الحلقة الأخيرة من مسلسل Playhouse Presents، وهي سلسلة من المسرحيات التلفزيونية المستقلة التي قدمتها المذيعة البريطانية سكاي آرتس. وظهرت ديليفين باسم (Chloe) أمام الممثلة البريطانية المخضرمة سيلفيا سيمز.
أدت ديليفين دور ميلاني في الدراما النفسية البريطانية «وجه الملاك» برفقة دانيال برول وكيت بيكنسيل، كانت الآراء حول الفيلم متباينة، لكن أكثر النقاد أشادوا بأداء ديليفين، وجاء في صحيفة مترو البريطانية: «في أول دور سينمائي رئيسي لها، أثبتت أنها تتحلى بحضور حلو ومرح على الشاشة، وأنها تجلب إحساسًا بالحيوية يفتقر إليه بقية الفيلم».
في أكتوبر 2014، قامت بدور البطولة في عمل تلفزيوني كوميدي مدته 90 دقيقة بعنوان «الشعور بالجنون في ليلة الكوميديا»، الذي عُرض على القناة 4، بهدف زيادة الوعي بسرطان الخصية. وبعد ذلك بشهر واحد ظهرت في الفيديو الموسيقي للفرقة الموسيقية الجنوب إفريقية داي أنتورد في أغنيتها «الفتى القبيح». ثم في ديسمبر 2014، تألقت ديليفين في فيلم التناسخ لكارل ليجرفيلد، إلى جانب فاريل ويليامز وجيرالدين شابلن.
في فبراير 2015، ظهرت ديليفين في فيديو للمغني (ASAP Ferg) في أغنيته «المشي المخدر». ثم في مايو 2015، ظهرت مع تايلور سويفت في الفيديو الموسيقي (Bad Blood) الذي كسر الرقم القياسي في (Vevo) في 24 ساعة، إذ حقق 20.1 مليون مشاهدة في يوم إصداره فقط.
اشتركت ديليفين في معالجة لرواية جون غرين «أوراق المدن» سنة 2015. حصد الفيلم 12 مليون دولار في عطلة نهاية الأسبوع عند افتتاحه في الولايات المتحدة، واحتل المرتبة السادسة في شباك التذاكر.
وفقًا للنقد المنشور في روتن توميتوز فإن «أوراق المدن» ليس بالعمل العميق أو المؤثر، لكنه عمل جاد ومتقن وجيد بما يكفي لينال إعجاب جمهور السينما. وحول أداء ديليفين، كتب جوستين تشانغ في مجلة (Variety) أنها «الاكتشاف الحقيقي للفيلم»، وأضاف: «بناء على عملها هنا فإن هذه الممثلة اللافتة موجودة هنا لتبقى».
أدت دور حورية البحر في الفيلم الخيالي «بان» سنة 2015. وفي 2016، شاركت ديليفين في دور «الساحرة» الشخصية الشريرة مع قدرات سحرية في «الفرقة الانتحارية» وهو فيلم حركة مقتبس من سلسلة كتب مصورة بنفس الاسم. كانت آراء النقاد حول الفيلم سلبية عمومًا رغم نجاحه في شباك التذاكر، وكانت الآراء حول أداء ديليفين متضاربة.
صدرت الدراما البريطانية «أطفال يحبون» سنة 2016، وضم فريق العمل العديد من الشباب الصاعدين، إلى جانب «ويل بولتر» و«إلما جودوروسكي» في الأدوار الرئيسية، مع سيباستيان دي سوزا، وديليفين في دور فيولا.
تألقت ديليفين مع «دان ديهان» و«ريانا» والمخرج «لوك بيسون» في فيلم «فاليريان ومدينة الألف كوكب» وهي معالجة للسلسلة الهزلية «فاليريان ولورلين»، وقد بدأ تصويره في ديسمبر 2015، وصدر في يوليو 2017.
وأدت ديليفين دور أنيت في الفترة الرومانسية في فيلم «حمى الخزامى». وشاركت في فيلم «حقول لندن» المقتبس من رواية بنفس الاسم للكاتب «مارتن أميس».
وفي نوفمبر عام 2020, قامت ديليفين بأداء دور البطولة بجانب الممثل «جيدن سميث»,[بحاجة لمصدر] في فيلم (الحياة في عام), الذي تم تسجيله في أبريل عام 2017. ولعبت به دور «اليزابيل», وهي فتاة مصابه بالسرطان لاتمتلك الا سنة واحده للعيش، لتلتقي حينها ب«دارين», الذي يجعل هذه السنة أجمل سنة في حياتها.

## الأعمال

### الأفلام
| السنة | العنوان                          | الدور                                           | ملاحظات   |
| ----- | -------------------------------- | ----------------------------------------------- | --------- |
| 2012  | أنا كارينينا                     | الأميرة سوروكينا                                |           |
| 2014  | التناسخ من شانيل                 | النادلة المشاغبة الإمبراطورة إليزابيث من النمسا | فيلم قصير |
| 2014  | وجه ملاك                         | ميلاني                                          |           |
| 2015  | بلدات ورقية                      | مارغو روث سبيجلمان                              |           |
| 2015  | بان                              | حورية البحر                                     |           |
| 2016  | أطفال في الحب                    | فايولا                                          |           |
| 2016  | الفرقة الإنتحارية                | المشعوذة                                        |           |
| 2017  | فاليريان والمدينة ذات الألف كوكب | لورلاين                                         |           |
| 2017  | حمى التوليب                      | أنيتجا                                          |           |
| 2017  | حقول لندن                        | كاث تالنت                                       | مكتمل     |

## روابط خارجية
- كارا ديليفين على موقع IMDb (الإنجليزية)
- كارا ديليفين على موقع ميتاكريتيك (الإنجليزية)
- كارا ديليفين على موقع روتن توميتوز (الإنجليزية)
- كارا ديليفين على موقع مونزينجر (الألمانية)
- كارا ديليفين على موقع قاعدة بيانات الأفلام العربية
- كارا ديليفين على موقع ألو سيني (الفرنسية)
- كارا ديليفين على موقع ميوزك برينز (الإنجليزية)
- كارا ديليفين على موقع تيرنر كلاسيك موفيز (الإنجليزية)
- كارا ديليفين على موقع أول موفي (الإنجليزية)
- كارا ديليفين على موقع بوكس أوفيس موجو (الإنجليزية)